# Canon EOS 500D
450D 550D
Le Canon EOS 500D, appelé Digital Rebel T1i en Amérique du Nord et Kiss X3 au Japon, est un appareil photographique reflex numérique au format APS-C de 15,1 mégapixels fabriqué par Canon.
Annoncé le 25 mars 2009, il est commercialisé en mai de la même année.

## Description
Sa monture supporte les objectifs EF et EF-S. La taille de son capteur APS-C est de 22,2 × 14,8 mm, ce qui est 1,6 fois moindre qu'un film 24 × 36 mm. Les correspondances de focale sont donc à multiplier par 1,6 pour retrouver des « valeurs connues » (ex. : le champ couvert par un objectif de 50 mm équivaut à celui couvert par un 80 mm avec un film 35 mm).
On peut lui ajouter tout type de flash compatible avec la technologie E-TTL II.
Par rapport au Canon EOS 450D, outre un capteur de 15,1 mégapixels au lieu de 12,1 mégapixels, ISO à 3200 (extensible à 12800) contre 1600 et un nouveau processeur d'images DIGIC 4. Il dispose également d'un système de nettoyage des poussières du capteur.
Contrairement aux reflex de générations précédentes, il est possible de lever le miroir de façon continue (l'appareil ne fonctionne donc plus en reflex mais comme un appareil numérique classique), ce qui permet d'une part la visée directe par l'écran (déjà présente sur le 450D), et d'autre part l'enregistrement vidéo. Le 500D permet de filmer en 720p (30 i/s) ou en Full HD 1080p (20 i/s) et possède une connexion HDMI.